# Cemophora coccinea
Genre
Espèce
Synonymes
- Coluber coccineus Blumenbach, 1788

Statut de conservation UICN

 LC  : Préoccupation mineure
Cemophora coccinea, unique représentant du genre Cemophora, est une espèce de serpents de la famille des Colubridae.

## Répartition
Cette espèce est endémique des États-Unis. Elle se rencontre en Alabama, en Arkansas, en Caroline du Nord, en Caroline du Sud, au Delaware, en Floride, en Géorgie, en Illinois, en Indiana, au Kentucky, en Louisiane, au Maryland, au Mississippi, au Missouri, au New Jersey, en Oklahoma, au Tennessee, au Texas et en Virginie.

## Description
Cemophora coccinea mesure entre 36 et 66 cm. Son dos est blanc-beige avec de larges points rouges délimitées de noir. Les points rouges peuvent parfois se rejoindre jusqu'à donner des bandes transversales. Son ventre est gris clair.
C'est un animal nocturne, qui reste caché au sol durant la journée. Il se nourrit de petits lézards, rongeurs, œufs et parfois d'autres serpents. C'est une espèce ovipare, qui pond en général de 3 à 8 œufs à la fois. La femelle peut pondre plusieurs fois durant la saison.

## Liste des sous-espèces
Selon The Reptile Database (11 août 2011) :
- Cemophora coccinea coccinea (Blumenbach, 1788) - Floride
- Cemophora coccinea copei Jan, 1863 - toute la zone de distribution à l'exception de la Floride et le Texas
- Cemophora coccinea lineri Williams, Brown & Wilson, 1966 - Texas

## Publications originales
- Blumenbach, 1788 : Einige Naturhistorische Bemerkungen bey Gelegenheit einer Schweizer-Reise. Magazin für das neueste aus der Physik und Naturgeschichte vol. 5, part. 2 (texte intégral).
- Cope, 1860 : Catalogue of the Colubridæ in the Museum of the Academy of Natural Sciences of Philadelphia, with notes and descriptions of new species. Part 2. Proceedings of the Academy of Natural Sciences of Philadelphia, vol. 12, p. 241-266 (texte intégral).
- Jan, 1863 "1862" : Enumerazione sistematica degli Ofidi appartenenti al Gruppo Coronellidae. Archivio per la zoologia, l'anatomia e la fisiologia, vol. 2, p. 213-330 (texte intégral).
- Williams, Brown & Wilson, 1966 : A new subspecies of the colubrid snake Cemophora coccinea (Blumenbach) from Southern Texas. Texas Journal of Science, vol. 18, p. 85-88.